# 計量単位
計量単位（けいりょうたんい、en:unit of measurement）とは、計量の基準となるものをいう。世のなかには様々な物象の状態の量（大まかには物理量と考えてよい。）があるが、計量法では、89個の物象の状態の量を計ることを「計量」と定義している。「計量単位」は「物理単位」よりも広義の用語である。
例えば、一貫性のある面積の計量単位は、「平方メートル」であり、一貫性のある比熱容量の計量単位は、「ジュール毎キログラム毎ケルビン」である。

## 計量単位の基準
日本において計量および計量単位の基準となっているのは、計量法である。計量法とその下の政令、省令によって、計量単位、定義、単位記号、倍量・分量単位などが定められている。
国際的には、国際単位系(SI)によって、同じく計量単位（SI基本単位、SI組立単位）、定義、記号、倍量・分量単位、SI併用単位が定められ、併せて数値、単位記号、量記号の使い方なども定められている。

## 物象の状態の量と計量単位
計量単位は物理量（厳密には「物象の状態の量」）と密接に関係している。物象の状態の量は全部で89量があり、この量に対応して、計量単位（および定義、記号、使用範囲）が定められている。

## 計量単位の属性
計量単位の属性として通常、物象の状態の量、名称、定義、単位記号、使用範囲がある。次表は具体的例である。
例えば、比熱容量の計量単位（の名称）は、「ジュール毎キログラム毎ケルビン」であり、「J/(kg・K) 」はその単位記号である。
| 物象の状態の量 | 計量単位(の名称)               | 定義                                                                                     | 単位記号  | 使用範囲                 |
| -------------- | ------------------------------ | ---------------------------------------------------------------------------------------- | --------- | ------------------------ |
| 面積           | 平方メートル                   | 辺の長さが一メートルの正方形の面積                                                       | m2        | なし                     |
| 密度           | キログラム毎立方メートル       | 一立方メートルにつき一キログラムの密度                                                   | kg/m3     | なし                     |
| 面積           | アール                         | 平方メートルの百倍                                                                       | a         | 土地の面積の計量に限る。 |
| 比熱容量       | ジュール毎キログラム毎ケルビン | 一キログラムの物質の温度を一ケルビン上げるのに要する熱量が一ジュールであるときの比熱容量 | J/(kg・K) | なし                     |

## 計量単位の名称の規範性

### 計量法
計量法では、計量単位の名称を一義的に規定している。したがって、規定された名称以外を取引・証明に使うことは禁止される。例えば、
- 計量単位「メートル」に対して、「メーター」を使用することはできない。
- 計量単位「リットル」に対して、「リッター」を使用することはできない。
- 立方センチメートルに対して、「シーシー」（ccの読み）を使用することはできない。
- 比熱容量の単位「ジュール毎キログラム毎ケルビン」を「ジュール/キログラム/ケルビン」と表記としたり、「ジュール毎ケルビン毎キログラム」とすることはできない。

ただし、いずれも口頭で使用することは差し支えない。
これに対して、計量法で定める単位記号は、標準として定められたものであるので、例えば、メートルの記号として「m」ではなく、「M」を取引・証明に用いることは禁止されておらず罰則も適用されない。もっとも常識的には、「M」はSI接頭語の「メガ」を表す記号であるので、避ける方が望ましい。

#### 特異な計量単位
- ほとんど全ての計量単位には独自の名称が定められている。しかし、次の「バール」と「トン」は全く別の「物象の状態の量」についての単位であるが、計量法では同一の名称となっている（単位記号は異なる。）。
  - バール：圧力の単位、英語では　bar
  - バール：無効電力の単位、英語では var
  - トン：質量の単位（記号：t）、英語は en:tonne
  - トン：船舶の体積の単位（記号：T）、英語はen:gross register tonnage

- ほとんどの計量単位について、ただ一つの名称が定められているが、次のものは2つの名称を持つ。2つの名称を持つ法定計量単位はこの7個だけである[3]。フートは単数にフィートは複数に用いられるとも考えられるが、計量単位令、計量単位規則その他の解説にはそのような規定・説明は見あたらない。したがって、単数にフィートを用いること、複数にフートを用いることができる。
  - フートまたはフィート（ただし単位記号は、「ft」のみ。以下同じ。）
  - 平方フートまたは平方フィート
  - 立方フートまたは立方フィート
  - ポンド毎立方フートまたはポンド毎立方フィート
  - フート重量ポンドまたはフィート重量ポンド（力のモーメント）
  - 水柱フートまたは水柱フィート
  - フート重量ポンドまたはフィート重量ポンド（仕事）

- 計量単位の名称は、ただ一つ「もんめ」だけが、ひらがな表記である。それ以外の全ての法定計量単位は次の例のようにカタカナと漢字で表記される。
  - ニュートン秒毎平方メートル（粘度）
  - クーロン毎キログラム毎秒（照射線量率）
  - 質量十億分率（濃度）
  - 重量ポンド毎平方インチ（圧力、応力）

### 国際単位系
国際単位系国際文書の規定では、正しい計量単位と単位記号を用いることは必須（mandatory）であると規定しており、メートル(m)を「メーター」としたり記号を「M」としたりすることを禁止している。ただし、法令ではないので、罰則があるわけではない。

## 計量単位の数
計量法の目的の一つは、取引・証明に非法定計量単位（法定計量単位でない単位）の使用を禁止することである。しかし非法定計量単位の数には限りがなく定義することはできない。したがって、計量法の禁止規定を有効ならしめるためには、逆に法定計量単位の方を明確に限定しておく必要がある。そのため、法定計量単位の数は有限である。
国際単位系では、量（物理量が多い。）の数は限りがなく、したがって組立単位はいくらでも創出することができるので、組立単位の数は無限に存在することになる。国際単位系国際文書の「2.3.4 組立単位」の章に掲げられている組立単位は、「固有の名称と記号を持つ22個のSI組立単位」以外は例に過ぎない。

### 計量法・国際単位系以外の計量単位
現代では、計量単位は計量法と国際単位系によるものを使うことがほとんどである。かつては、尺貫法による計量単位、ヤード・ポンド法による計量単位が使われていた。特に米国においてはヤード・ポンド法の一種である米国慣用単位がいまだに広く使われている。

## 倍量単位・分量単位
例えば長さを示すのにその基本単位であるメートル（m）のみを用いたのでは、地球から他の天体までの距離は非常に大きな数値となり、逆に分子、素粒子などの大きさは非常に小さな数値となってしまう。大きな値や小さな値でも扱いやすい数値で表せるようにするために、基本となる単位の倍量・分量を示す単位が作られている。
国際単位系をはじめとするメートル法では、元の単位に対する倍数を意味するSI接頭語が使用される。例えば、接頭語センチ (c) は0.01倍を意味し、センチメートル (cm) は0.01×メートルとなる。接頭語ミリ (m) は0.001倍を意味し、ミリニュートン (mN) は 0.001×N となる。
接頭語を使用する際には単位の換算を必要としない。例えば、"cm" と "0.01 m" とは全く同じ値である。これは単位の換算ではなく、「"4×5"と"20"とは同じ値である」というのと同様の、単なる数値的な換算である。
メートル法以外の単位系では、倍量単位・分量単位にも固有の名称をつけていることが多い。例えば尺貫法では、長さの基本となる単位は尺であるが、その10分の1は寸、6倍は間、10倍は丈となっている。また、メートル法のような10の累乗倍だけではなく、3倍、6倍、12倍などといった半端な数値が使われている。
なお、ここでいう「基本となる単位」のことを基本単位、倍量単位・分量単位のことを補助単位（または補助計量単位）と呼ぶこともある。SIでも同じ用語が使われているが、これとは異なる意味である。

### 単名数・複名数
数値の表し方として、単名数・複名数の概念がある。
計量単位を使ってある値を表す場合、1つの単位のみで表したものを単名数（たんめいすう）、それに対して、2つ以上の単位を使って表したものを複名数（ふくめいすう）または諸等数（しょとうすう）という。
詳細は、単名数・複名数を参照のこと。